# 6890 Savinykh
6890 Savinykh (1975 RP) là một tiểu hành tinh nằm phía ngoài của vành đai chính được phát hiện ngày 3 tháng 9 năm 1975 bởi L. I. Chernykh ở Đài vật lý thiên văn Crimean.